# 忽滑谷快天
忽滑谷快天（ぬかりや かいてん，1867年12月26日—1934年7月11日），生於日本武藏國（今埼玉縣川越市），日本曹洞宗僧侶、佛教學者、陽明學家、東洋思想家、文學博士。法號佛山。在禪宗思想方面卓然成家，被稱為忽滑谷禪學、或忽滑谷派。曹洞宗大学升格为驹泽大学时，他就任第一代学长。

## 生平
其父遠藤太郎左衛門，出身武藏國。忽滑谷快天為家中四男。10歲，在忽滑谷亮童門下出家，改姓忽滑谷，改名快天。
1905年，發表論文，考證《大梵天王問佛決疑經》為偽經。傳統上以「拈花微笑」為禪宗起源的說法，其根據在於《大梵天王問佛決疑經》。在忽滑谷快天的論文發表後，佛教學界興起對於禪宗起源的辯論。
1934年，在東京發表演講，過程中發生腦溢血，逝世。